# Komitat Zips
Das Komitat Szepes, auch Komitat Zips genannt (ungarisch: Szepes vármegye; slowakisch: Spišská župa; lateinisch: comitatus Scepusiensis), war eine Verwaltungseinheit im Norden des Königreichs Ungarn. Es umfasste die historische Region Zips, war allerdings im Gegensatz zu den meisten anderen ungarischen Komitaten vor 1876 in mehrere autonome Rechtsgebiete (Provinzen) und Komitaten gleichgestellte autonome Stühle (Gerichtsbezirke) aufgeteilt. Verwaltungssitz war zuletzt Lőcse (Leutschau, slowak. Levoča).

## Lage

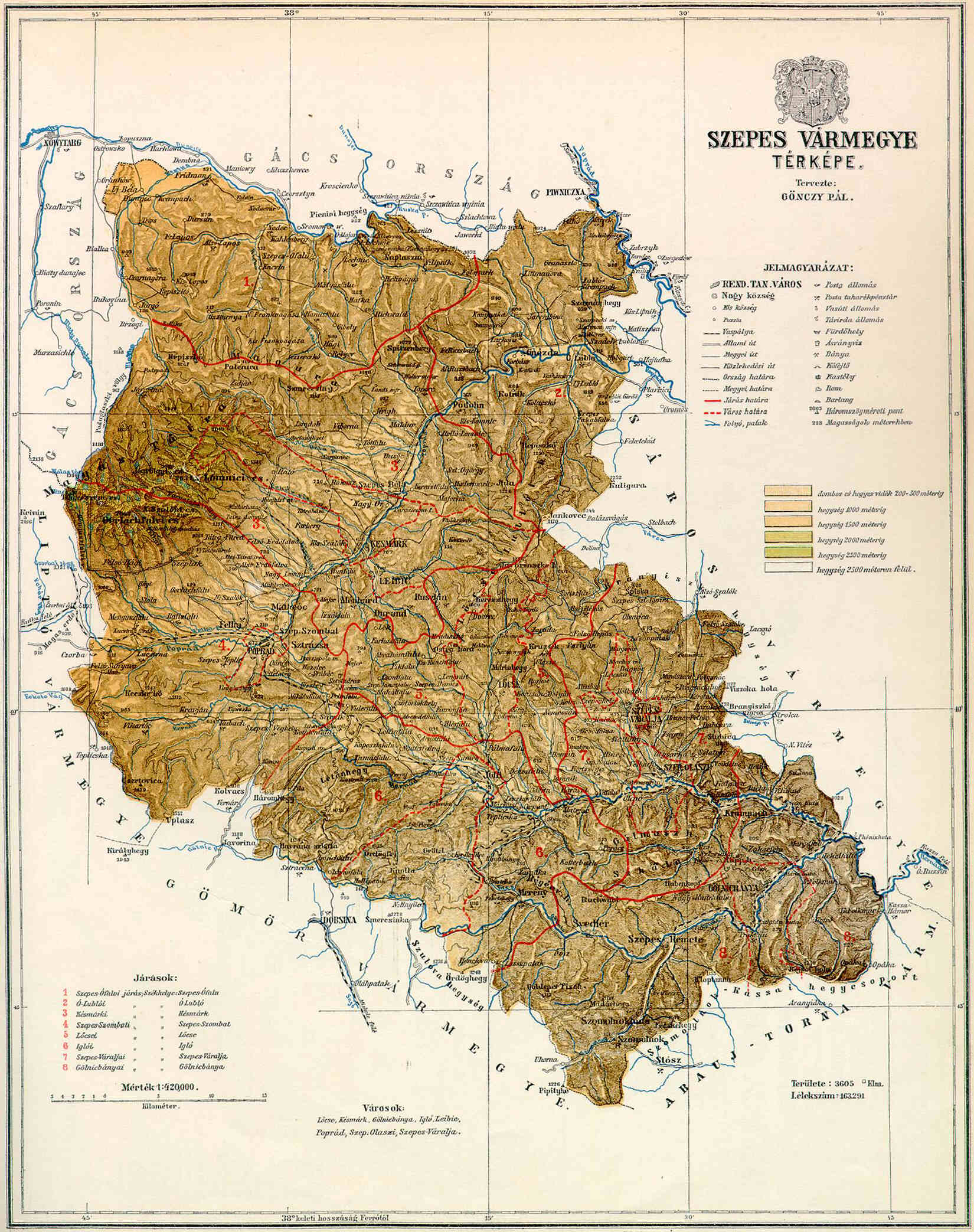
Karte des Komitats Zips um 1890

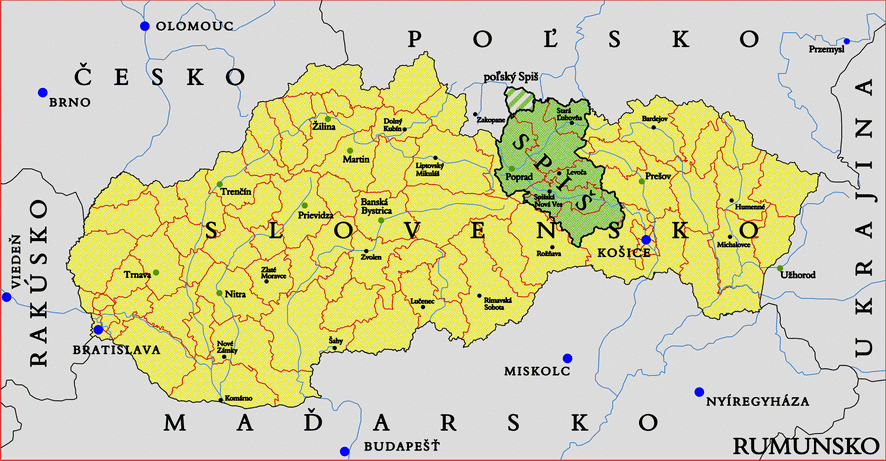
Lage des Komitats in der heutigen Slowakei

Das Komitat lag in der heutigen, nordöstlichen Slowakei auf der Fläche der Hohen Tatra und im Gebiet östlich davon. Die südliche Grenze bildeten die Niedere Tatra und das Slowakische Erzgebirge, im Westen grenzte die Zips an die traditionell als Liptau bekannte Landschaft. Die Zips ist größtenteils um die Flüsse Poprad und Hernád (slowakisch Hornád) (nur bis Jekelfalva) gelegen. Ein kleiner Teil des Gebietes liegt seit 1918 in Polen.
Die historische Verwaltungseinheit hatte im Norden und Nordwesten eine gemeinsame Grenze mit Polen (beziehungsweise 1772–1918 mit dem österreichischen Kronland Galizien), im Osten mit dem Komitat Sáros, im Südosten mit dem Komitat Abaúj-Torna, im Südwesten mit dem Komitat Gemer und Kleinhont (Gömör és Kis-Hont) und im Westen mit dem schon erwähnten Komitat Liptau (Liptó).
1910 hatte das Komitat 172.867 Einwohner auf einer Fläche von 3.654 km².

## Verwaltungssitze

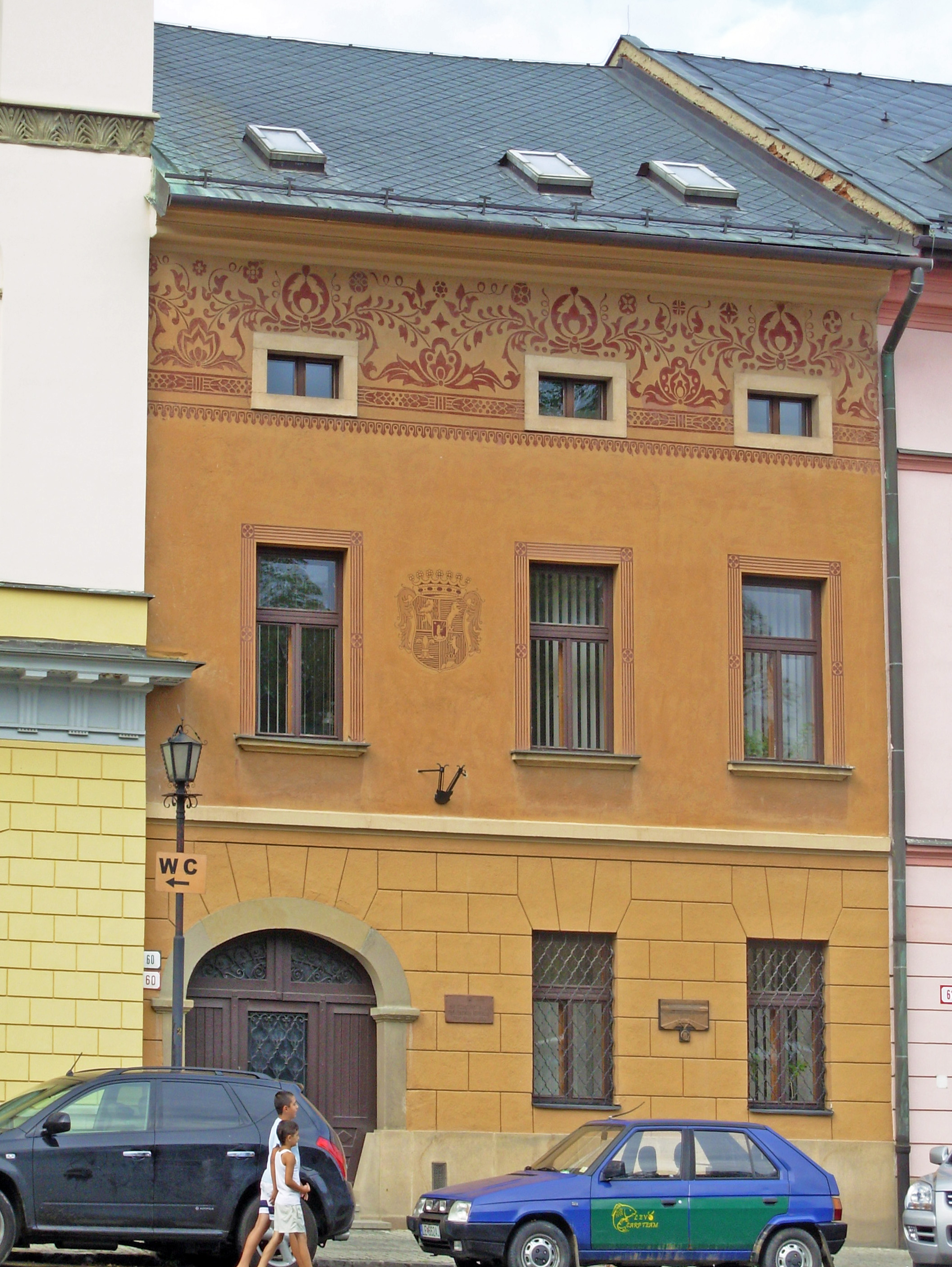
Kleines Komitatshaus

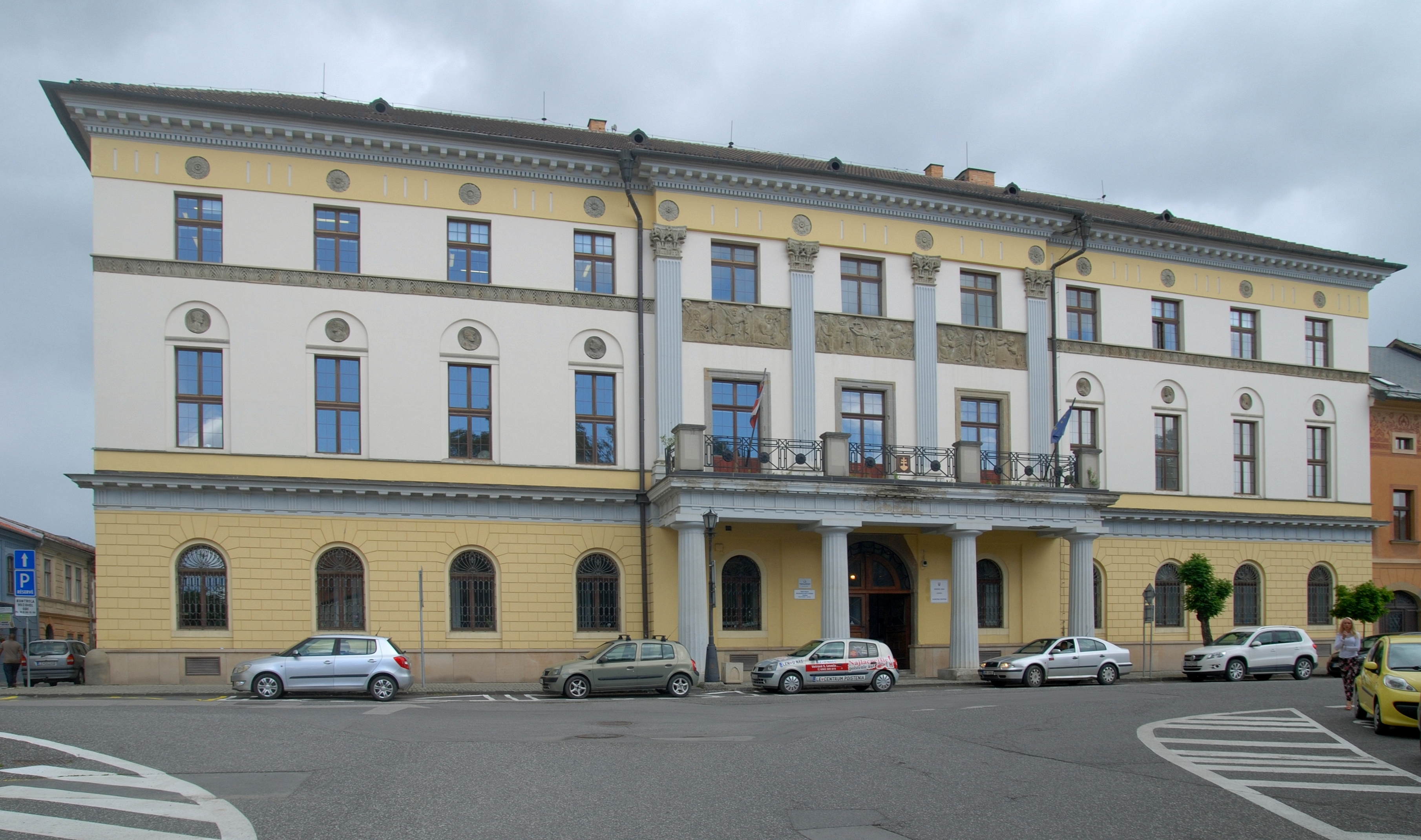
Großes Komitatshaus

Seit dem 12. Jahrhundert war die Zipser Burg bis zum 16. Jahrhundert der Verwaltungssitz, von da an die de facto schon seit dem 13. Jahrhundert parallel die Verwaltung ausübende Stadt Lőcse (deutsch Leutschau).
Verwaltungssitz war hier nach dem großen Stadtbrand 1555 das alte, sogenannte „Kleine Komitatshaus“, ein umgebautes Bürgerhaus am Zentralplatz der Stadt, das seit 1911 Sitz des Stadtarchivs ist. Noch auf Beschluss Kaiser Josephs II. († 1790) wurde ein wesentlich großzügigeres „Großes Komitatshaus“ ersetzt, das 1806–26 am nordöstlichen Ende des Zentralplatzes quer errichtet wurde.

## Geschichte

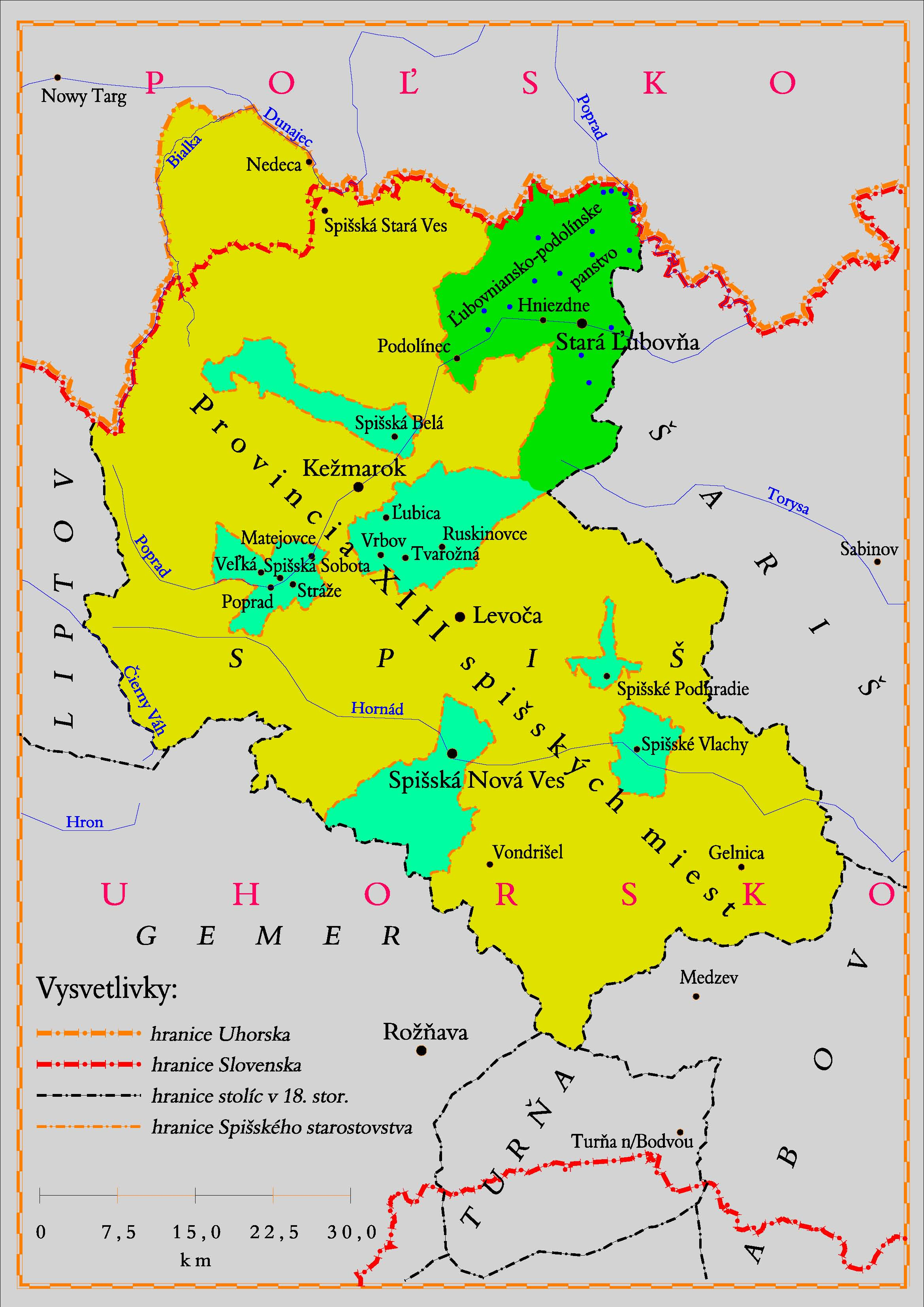
Nach dem Vertrag von Lubowla 1412

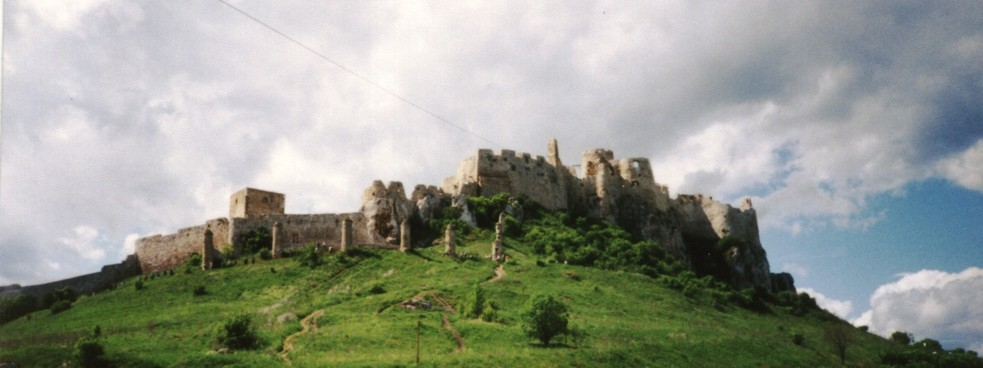
Zipser Burg

Das ursprünglich von Slowaken bewohnte Gebiet wurde in der zweiten Hälfte des 11. Jahrhunderts von Ungarn erobert und etwa 100 Jahre später verwaltungstechnisch als Komitat Zips (comitatus Scepusiensis) organisiert, die im Wesentlichen bis zur Entstehung der Tschechoslowakei im Jahre 1918 existierte. Bis 1802 gab es allerdings östlich der Stadt Poprad im südlichen Teil der Zips eine winzige separate slowakische Gespanschaft (Namen: Parvus comitatus, Sedes superior, Sedes X lanceatorum, „Stuhl der zehn Lanzenträger“), deren Ursprung unbekannt ist.
Die meisten Zipser Städte entstanden aus deutschen Siedlungen (in der Unterzips vor allem Bergbausiedlungen), für die ab dem 12. Jahrhundert, insbesondere nach dem Mongoleneinfall 1242, deutsche Spezialisten und Bergleute aus Schlesien und Mitteldeutschland, die Zipser Sachsen von den Ungarnkönigen ins Land geholt wurden.
Die Bewohner der Zips schufen im 13. Jahrhundert eine eigene geistliche Organisation, die Bruderschaft der 24 königlichen Pfarrer, und parallel dazu die politische Organisation Bund der 24 Zipser Städte, an deren Spitze der Zipser Graf stand, der von den Richtern der Städte gewählt wurde. Der Bund erhielt eine Selbstverwaltung, die etwa derjenigen der königlichen Freistädte entsprach. Seit 1370 wandten die 24 Städte des Bundes sowie 20 weitere Zipser Siedlungen ein einheitliches Zipser Recht (Zipser Willkür) an.
Der Bund der 24 Zipser Städte wurde 1412 aufgelöst, als König Sigismund von Luxemburg aus finanziellen Gründen (Kreditaufnahme für den Krieg gegen Venedig) 13 dieser Städte sowie das Gebiet um die Burg Stará Ľubovňa (dt. Altlublau, poln. Lubowla) an Polen verpfändete, das in ihre Selbstverwaltung allerdings nicht eingriff. Nominell gehörten die verpfändeten Gebiete weiterhin zu Ungarn, und es wurde nur ihre wirtschaftliche Nutzung und Verwaltung verpfändet, vor allem die Steuereinnahmen. Die verpfändeten Städte bildeten 1412 den Bund der 13 Zipser Städte und verzeichneten aufgrund ihrer Mittlerrolle (an Polen verpfändete deutsche Städte in Ungarn mit slowakischen Untertanen) einen wirtschaftlichen Aufschwung. Die restlichen 11 Städte, die 1412 den Bund der 11 Zipser Städte bildeten, konnten hingegen die traditionell privilegierte Stellung der Städte in der Zips nicht halten und gerieten bereits 1465 in die Abhängigkeit der Zipser Burg. Sie sanken in der Folge auf das Niveau bedeutungsloser Dörfer herab und verloren großteils auch ihren deutschen Charakter.
Die Verpfändung der Zipser Städte sollte, wie damals üblich, nicht lange dauern, es vergingen aber 360 Jahre, bis die Städte in der Ersten Teilung Polens 1772 zurück nach Ungarn kamen. Die zurückgewonnenen Gebiete wurden ab 1778 formal als die Provinz der 16 Zipser Städte organisiert. Die Selbstverwaltung der Zipser Städte wurde erst durch die Komitatsreform 1876 aufgehoben.
Nachdem das Gebiet 1918 von tschechoslowakischen Truppen besetzt wurde (erst 1920 völkerrechtlich im Vertrag von Trianon von Ungarn abgetreten), besetzte und annektierte das ebenfalls neu gegründete Polen 195 km² in der nördlichen Zips (siehe dazu Tschechoslowakisch-polnische Grenzkonflikte). Die bei der Tschechoslowakei verbliebenen Teile des Komitats (nun slowakisch Spišská župa genannt) blieben bis 1922 bestehen, wobei aber die Kompetenzen dieses Verwaltungsgebietes völlig verschieden zu den vorherigen waren. 1923 wurde die Zips dann auf die neu geschaffenen Gespanschaften Untere Tatra (Podtatranská župa) und Kaschau (Košická župa) aufgeteilt und existierte seitdem nur mehr als Region und Landschaft Zips.

## Bezirksunterteilung

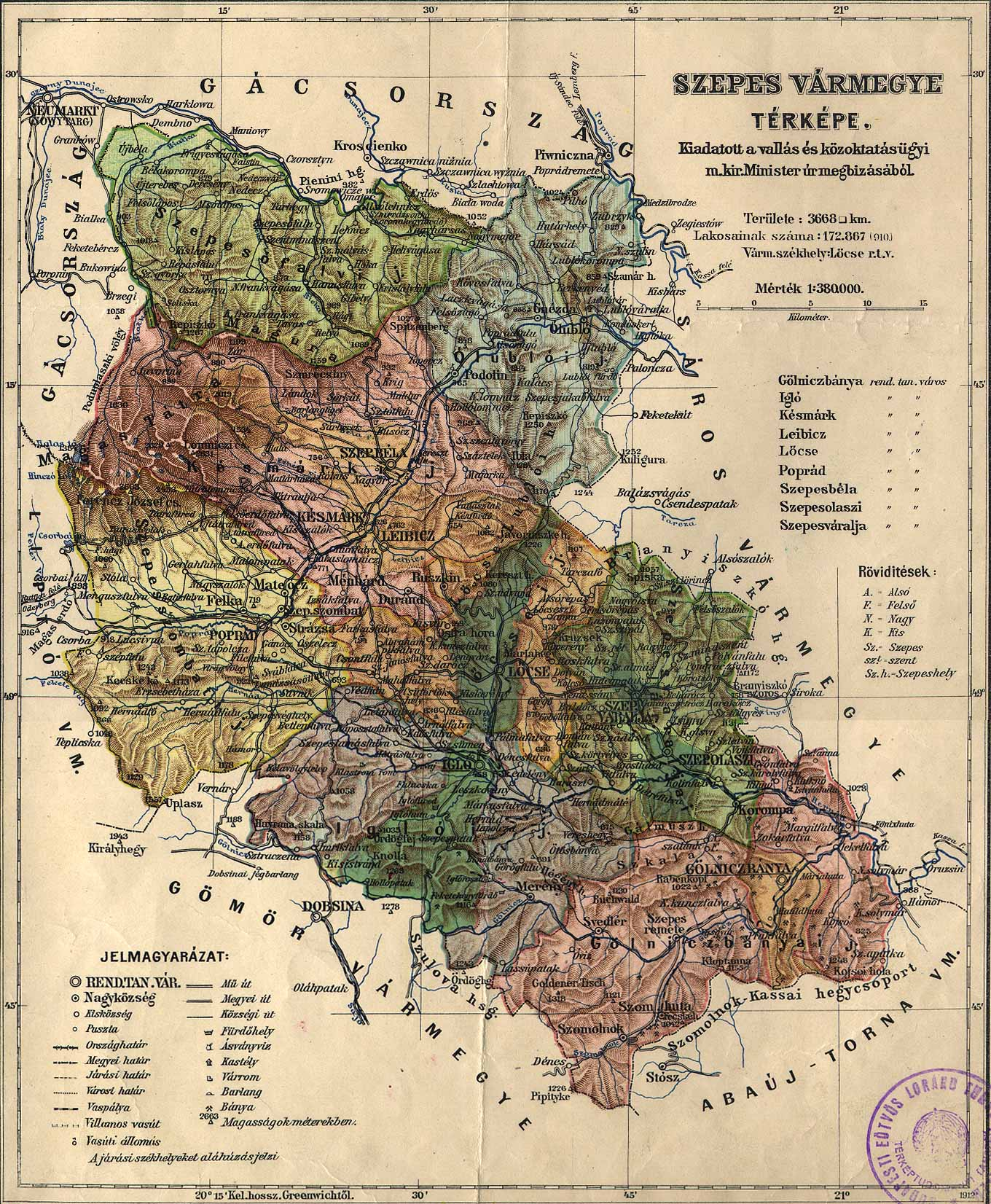
Administrative Karte von 1910

Ab dem 15. Jahrhundert war das Komitat in drei Stuhlbezirke unterteilt. 1798 wurde diese Zahl auf vier erhöht, und in der zweiten Hälfte des 19. Jahrhunderts waren es dann neun.
Im frühen 20. Jahrhundert bestanden folgende Stuhlbezirke (nach dem Namen des Verwaltungssitzes benannt):
| Stuhlbezirke (járások)                   | Stuhlbezirke (járások)                 |
| Stuhlbezirk                              | Verwaltungssitz                        |
| ---------------------------------------- | -------------------------------------- |
| Lőcse                                    | Lőcse, heute Levoča                    |
| Gölnicbánya                              | Gölnicbánya, heute Gelnica             |
| Igló                                     | Igló, heute Spišská Nová Ves           |
| Késmárk                                  | Késmárk, heute Kežmarok                |
| Ólubló                                   | Ólubló, heute Stará Ľubovňa            |
| Szepesófalu                              | Szepesófalu, heute Spišská Stará Ves   |
| Szepesszombat                            | Szepesszombat, heute Spišská Sobota    |
| Szepesváralja                            | Szepesváralja, heute Spišské Podhradie |
| Stadtbezirke (rendezett tanácsú városok) |                                        |
| Gölnicbánya, heute Gelnica               |                                        |
| Igló, heute Spišská Nová Ves             |                                        |
| Késmárk, heute Kežmarok                  |                                        |
| Leibic, heute Ľubica                     |                                        |
| Poprád, heute Poprad                     |                                        |
| Szepesbéla, heute Spišská Belá           |                                        |
| Szepesolaszi, heute Spišské Vlachy       |                                        |
| Szepesváralja, heute Spišské Podhradie   |                                        |